# Odense Boldklub
L'Odense Boldklub, també conegut com a Odense BK o OB, és un club danès de futbol de la ciutat d'Odense.

## Història
L'OB va ser fundat el 12 de juliol de 1887 amb el nom d'Odense Cricketklub, essent el criquet l'únic esport. Dos anys més tard foren introduïts el futbol i el tennis i s'adoptà l'actual nom d'Odense Boldklub.
L'any 1916 guanyà el campionat provincial per primer cop i es classificà per les semifinals del campionat nacional. Després de la II Guerra Mundial el campionat danès fou reorgantizat i l'OB fou inclòs a la tercera divisió. Ràpidament ascendí a Primera Divisió. Aquells anys, els altres dos clubs de la ciutat, el B 1909 i el B 1913 eren més reeixits que l'OB. A partir de 1975, però, l'OB es converteix en el primer club de la ciutat. Des d'aquell any i fins al 2008, guanya 3 lligues daneses i cinc copes.
Debutà en una competició europea el 1978. A nivell internacional destacà el triomf assolit a la Copa Intertoto el 2006, però sobretot és recordada la seva actuació a la Copa de la UEFA de la temporada 1995-96.

### Copa de la UEFA 1994-95
A la Copa de la UEFA 1994-95, l'OB va arribar a quarts de final del torneig. A la primera ronda derrotà els estonians del FC Flora Tallinn per 3-0 i 3-0. A la segona ronda es desfeu dels nord-irlandesos del Linfield per 1-1 i 5-0.
La tercera ronda l'enfrontà a un dels grans d'Alemanya, el 1. FC Kaiserslautern, i l'OB assolí la classificació després de dos emptas 1-1 i 0-0 i el valor doble dels gols en camp contari.
L'apoteosi, però, arribà a la quarta ronda. L'OB s'enfrontà al Reial Madrid, que aquells anys comptava amb el capità de la selecció danesa Michael Laudrup. En el primer partit, el Madrid guanyà a Odense per 2 a 3, deixant mig resolta l'eliminatòria. En el partit de tornada, però, l'Odense guanyà per 0-2 a l'estadi Santiago Bernabeu en un partit que fou conegut com "El miracle de Madrid", eliminant els blancs de la competició.
L'aventura finalitzà a quarts de final. Els italians del Parma FC van derrotar l'OB per un global 1 a 0 en els dos partits.

## Jugadors destacats
- Kasper Bøgelund
- Jesper Christiansen
- Lars Elstrup
- Thomas Helveg
- Lars Høgh
- Viggo Jensen
- Allan Nielsen
- Brian Steen Nielsen
- Thomas Sørensen
- Mwape Miti
- Ulrik Laursen
- Christian Bolaños
- Richard Møller Nielsen

## Palmarès
- Lliga danesa de futbol (3): 1977, 1982, 1989
- Copa danesa de futbol (5): 1983, 1991, 1993, 2002, 2007
- Copa Intertoto (1): 2006
- 50 temporades a la primera divisió danesa
- 16 temporades a la segona divisió danesa
- 1 temporades a la tercera divisió danesa